# (18536) 1996 XN15
(18536) 1996 XN15 est un astéroïde de la ceinture principale d'astéroïdes découvert en 1996.

## Description
(18536) 1996 XN15 a été découvert le 10 décembre 1996 à la station de Xinglong, dans la province chinoise d'Hebei (Chine), par le Beijing Schmidt CCD Asteroid Program.

### Caractéristiques orbitales
L'orbite de cet astéroïde est caractérisée par un demi-grand axe de 2,78 UA, un périhélie de 2,56 UA, une excentricité de 0,08 et une inclinaison de 3,02° par rapport à l'écliptique. Du fait de ces caractéristiques, à savoir un demi-grand axe compris entre 2 et 3,2 UA et un périhélie supérieur à 1,666 UA, il est classé, selon la JPL Small-Body Database, comme objet de la ceinture principale d'astéroïdes.

### Caractéristiques physiques
(18536) 1996 XN15 a une magnitude absolue (H) de 14,6 et un albédo estimé à 0,114.